# Acropteroxys lecontei
Acropteroxys lecontei  (лат.) — вид жуков-ящериц из семейства грибовики. Обитают в Северной Америке (в том числе на территории континентальной части США). Вид был впервые описан в 1873 году британским энтомологом Джорджем Робертом Кротчем.
Это один из двух видов рода жуков Acropteroxys. У этих жуков тело длиннее и шире, чем у родственного вида Acropteroxys gracilis.